# Poplar (Wisconsin)
Pour les articles homonymes, voir Poplar.
Poplar est un village du comté de Douglas, dans l'État du Wisconsin, aux États-Unis. En 2020, il comptait une population de 629 habitants.